# Hemidactylus persicus
Hemidactylus persicus är en ödleart som beskrevs av  Anderson 1872. Hemidactylus persicus ingår i släktet Hemidactylus och familjen geckoödlor. Inga underarter finns listade i Catalogue of Life.